# Jouillat
Pour les articles homonymes, voir Jouillat.
Jouillat est une commune française située dans le département de la Creuse en région Nouvelle-Aquitaine.
Les habitants sont les Jouillatois et les  Jouillatoises.

## Géographie
Le territoire communal est arrosé par la rivière Creuse.
| Champsanglard | Bonnat   |        |
| Anzême        | Jouillat | Roches |
|               | Glénic   |        |

### Climat
Pour des articles plus généraux, voir Climat de la Nouvelle-Aquitaine et Climat de la Creuse.
Historiquement, la commune est exposée à un climat montagnard.  
En 2020, Météo-France publie une typologie des climats de la France métropolitaine dans laquelle la commune est exposée à un climat de montagne et est dans la région climatique  Ouest et nord-ouest du Massif Central, caractérisée par une pluviométrie annuelle de 900 à 1 500 mm, maximale en automne et en hiver.
Pour la période 1971-2000, la température annuelle moyenne est de 10,4 °C, avec  une amplitude thermique annuelle de 15,1 °C. Le cumul annuel moyen de précipitations est de 967 mm, avec 12,5 jours de précipitations en janvier et 8 jours en juillet. Pour la période 1991-2020, la température moyenne annuelle observée sur la station météorologique la plus proche, située sur la commune de Bonnat à 8,2 km à vol d'oiseau, est de 11,5 °C et le cumul annuel moyen de précipitations est de 887,3 mm,. Pour l'avenir, les paramètres climatiques de la commune estimés pour 2050 selon différents scénarios d’émission de gaz à effet de serre sont consultables sur un site dédié publié par Météo-France en novembre 2022.

## Urbanisme

### Typologie
Au 1er janvier 2024, Jouillat est catégorisée commune rurale à habitat très dispersé, selon la nouvelle grille communale de densité à 7 niveaux définie par l'Insee en 2022.
Elle est située hors unité urbaine. Par ailleurs la commune fait partie de l'aire d'attraction de Guéret, dont elle est une commune de la couronne,. Cette aire, qui regroupe 72 communes, est catégorisée dans les aires de moins de 50 000 habitants,.

### Occupation des sols
L'occupation des sols de la commune, telle qu'elle ressort de la base de données européenne d’occupation biophysique des sols Corine Land Cover (CLC), est marquée par l'importance des territoires agricoles (62,6 % en 2018), en augmentation par rapport à 1990 (60,7 %). La répartition détaillée en 2018 est la suivante : 
prairies (43,4 %), forêts (36,7 %), zones agricoles hétérogènes (19,2 %), eaux continentales (0,5 %), milieux à végétation arbustive et/ou herbacée (0,2 %). L'évolution de l’occupation des sols de la commune et de ses infrastructures peut être observée sur les différentes représentations cartographiques du territoire : la carte de Cassini (XVIIIe siècle), la carte d'état-major (1820-1866) et les cartes ou photos aériennes de l'IGN pour la période actuelle (1950 à aujourd'hui).

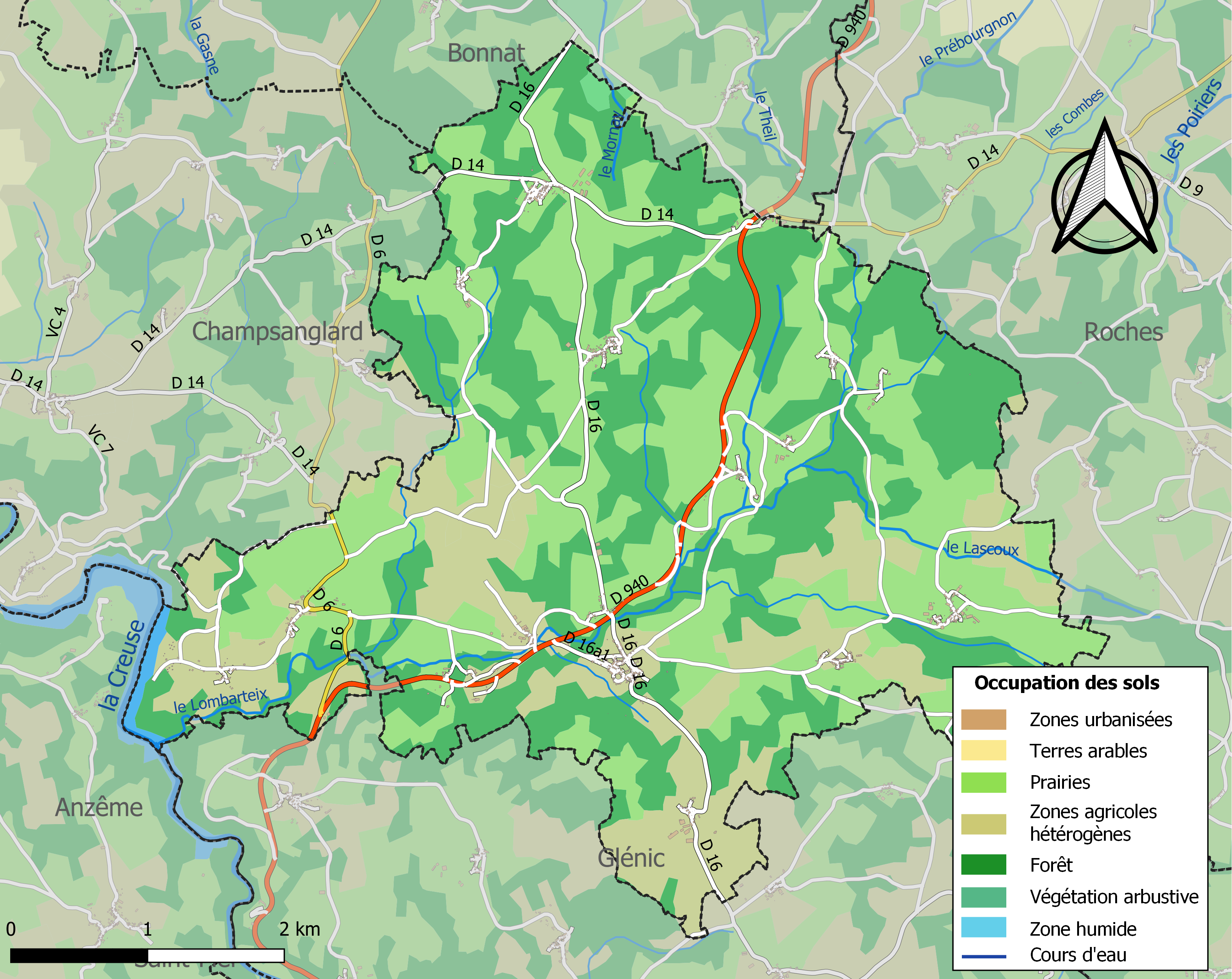
Carte des infrastructures et de l'occupation des sols de la commune en 2018 (CLC).

### Risques majeurs
Le territoire de la commune de Jouillat est vulnérable à différents aléas naturels : météorologiques (tempête, orage, neige, grand froid, canicule ou sécheresse) et séisme (sismicité faible). Il est également exposé à un risque technologique, la rupture d'un barrage, et à un risque particulier : le risque de radon. Un site publié par le BRGM permet d'évaluer simplement et rapidement les risques d'un bien localisé soit par son adresse soit par le numéro de sa parcelle.

#### Risques naturels

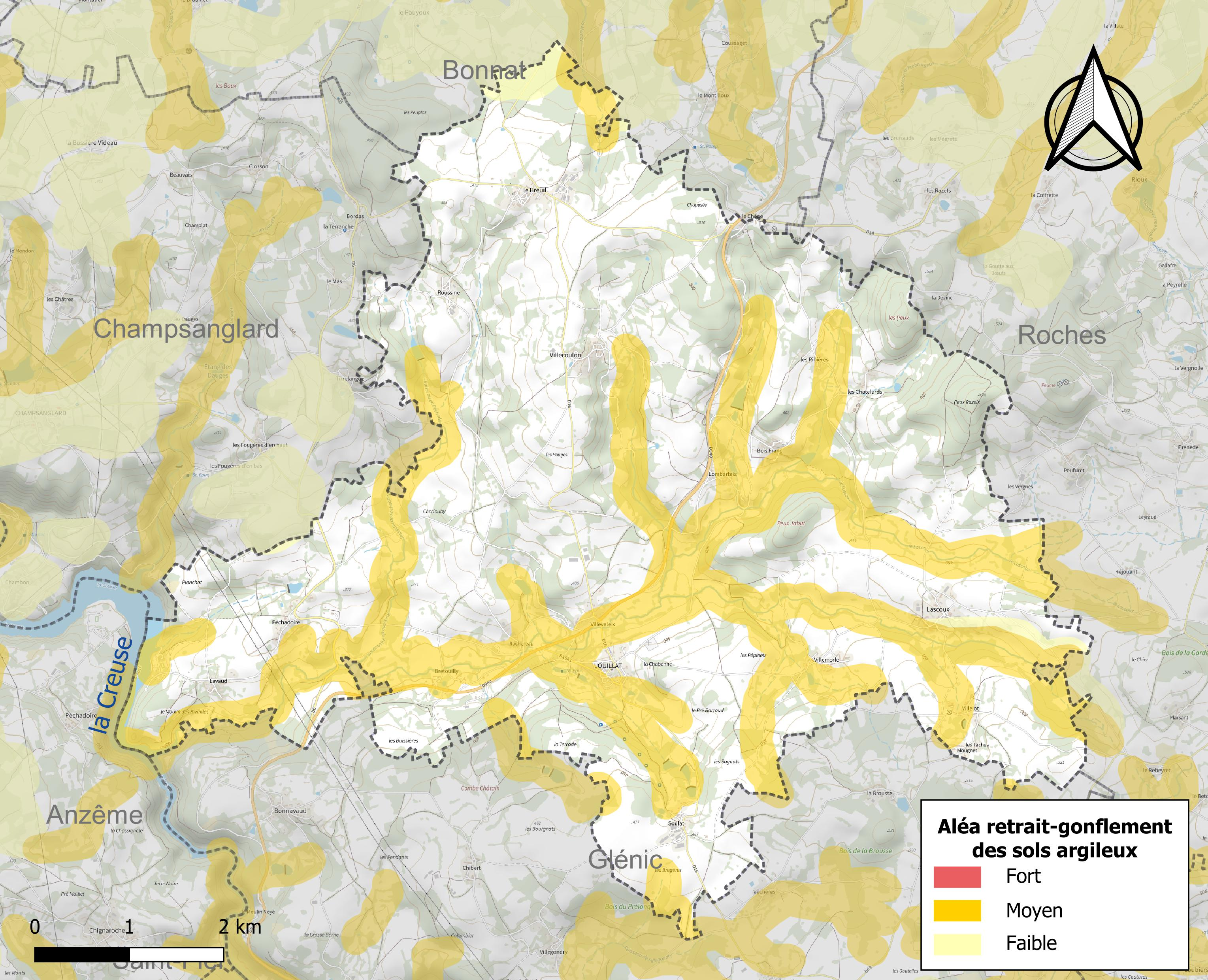
Carte des zones d'aléa retrait-gonflement des sols argileux de Jouillat.

Le retrait-gonflement des sols argileux est susceptible d'engendrer des dommages importants aux bâtiments en cas d’alternance de périodes de sécheresse et de pluie. 30,3 % de la superficie communale est en aléa moyen ou fort (33,6 % au niveau départemental et 48,5 % au niveau national). Sur les 338 bâtiments dénombrés sur la commune en 2019, 122 sont en aléa moyen ou fort, soit 36 %, à comparer aux 25 % au niveau départemental et 54 % au niveau national. Une cartographie de l'exposition du territoire national au retrait gonflement des sols argileux est disponible sur le site du BRGM,.
Par ailleurs, afin de mieux appréhender le risque d’affaissement de terrain, l'inventaire national des cavités souterraines permet de localiser celles situées sur la commune.
La commune a été reconnue en état de catastrophe naturelle au titre des dommages causés par les inondations et coulées de boue survenues en 1982 et 1999. Concernant les mouvements de terrains, la commune a été reconnue en état de catastrophe naturelle au titre des dommages causés par des mouvements de terrain en 1999.

#### Risques technologiques
La commune est en outre située en aval du  barrage de Confolent, un ouvrage sur la Creuse de classe A soumis à PPI, disposant d'une retenue de 4,7 millions de mètres cubes. À ce titre elle est susceptible d’être touchée par l’onde de submersion consécutive à la rupture de cet ouvrage.

#### Risque particulier
Dans plusieurs parties du territoire national, le radon, accumulé dans certains logements ou autres locaux, peut constituer une source significative d’exposition de la population aux rayonnements ionisants. Certaines communes du département sont concernées par le risque radon à un niveau plus ou moins élevé. Selon la classification de 2018, la commune de Jouillat est classée en zone 3, à savoir zone à potentiel radon significatif.

#### Transports en commun
- Réseau TransCreuse

## Histoire
Le château de Jouillat est un des plus beaux châteaux de Creuse. Il ouvre ses portes à l'occasion des journées du patrimoine uniquement.
Il appartient à la famille Chevereau. Il date du XVe siècle.

## Politique et administration
| Période                                  | Période  | Identité              | Étiquette | Qualité                          |
| ---------------------------------------- | -------- | --------------------- | --------- | -------------------------------- |
| Les données manquantes sont à compléter. |          |                       |           |                                  |
| 1966                                     | 2008     | Charles Lebrun        |           |                                  |
| 2008                                     | 2014     | Éric Auchapt          | PS        |                                  |
| 2014                                     | En cours | Jean-Pierre Lécrivain | SE        | Retraité de la Fonction publique |

## Démographie
L'évolution du nombre d'habitants est connue à travers les recensements de la population effectués dans la commune depuis 1793. Pour les communes de moins de 10 000 habitants, une enquête de recensement portant sur toute la population est réalisée tous les cinq ans, les populations de référence des années intermédiaires étant quant à elles estimées par interpolation ou extrapolation. Pour la commune, le premier recensement exhaustif entrant dans le cadre du nouveau dispositif a été réalisé en 2008.

En 2022, la commune comptait 383 habitants, en évolution de −7,04 % par rapport à 2016 (Creuse : −3,32 %, France hors Mayotte : +2,11 %).
| 1793  | 1800  | 1806  | 1821  | 1831  | 1836  | 1841  | 1846  | 1851  |
| ----- | ----- | ----- | ----- | ----- | ----- | ----- | ----- | ----- |
| 1 346 | 1 161 | 1 212 | 1 280 | 1 455 | 1 449 | 1 582 | 1 566 | 1 514 |

| 1856  | 1861  | 1866  | 1872  | 1876  | 1881  | 1886  | 1891  | 1896  |
| ----- | ----- | ----- | ----- | ----- | ----- | ----- | ----- | ----- |
| 1 440 | 1 407 | 1 444 | 1 404 | 1 405 | 1 335 | 1 376 | 1 313 | 1 231 |

| 1901  | 1906  | 1911  | 1921  | 1926 | 1931 | 1936 | 1946 | 1954 |
| ----- | ----- | ----- | ----- | ---- | ---- | ---- | ---- | ---- |
| 1 188 | 1 184 | 1 112 | 1 002 | 952  | 878  | 771  | 730  | 571  |

| 1962 | 1968 | 1975 | 1982 | 1990 | 1999 | 2006 | 2008 | 2013 |
| ---- | ---- | ---- | ---- | ---- | ---- | ---- | ---- | ---- |
| 502  | 463  | 400  | 395  | 361  | 402  | 454  | 469  | 429  |

| 2018 | 2022 | - | - | - | - | - | - | - |
| ---- | ---- | - | - | - | - | - | - | - |
| 391  | 383  | - | - | - | - | - | - | - |

## Lieux et monuments

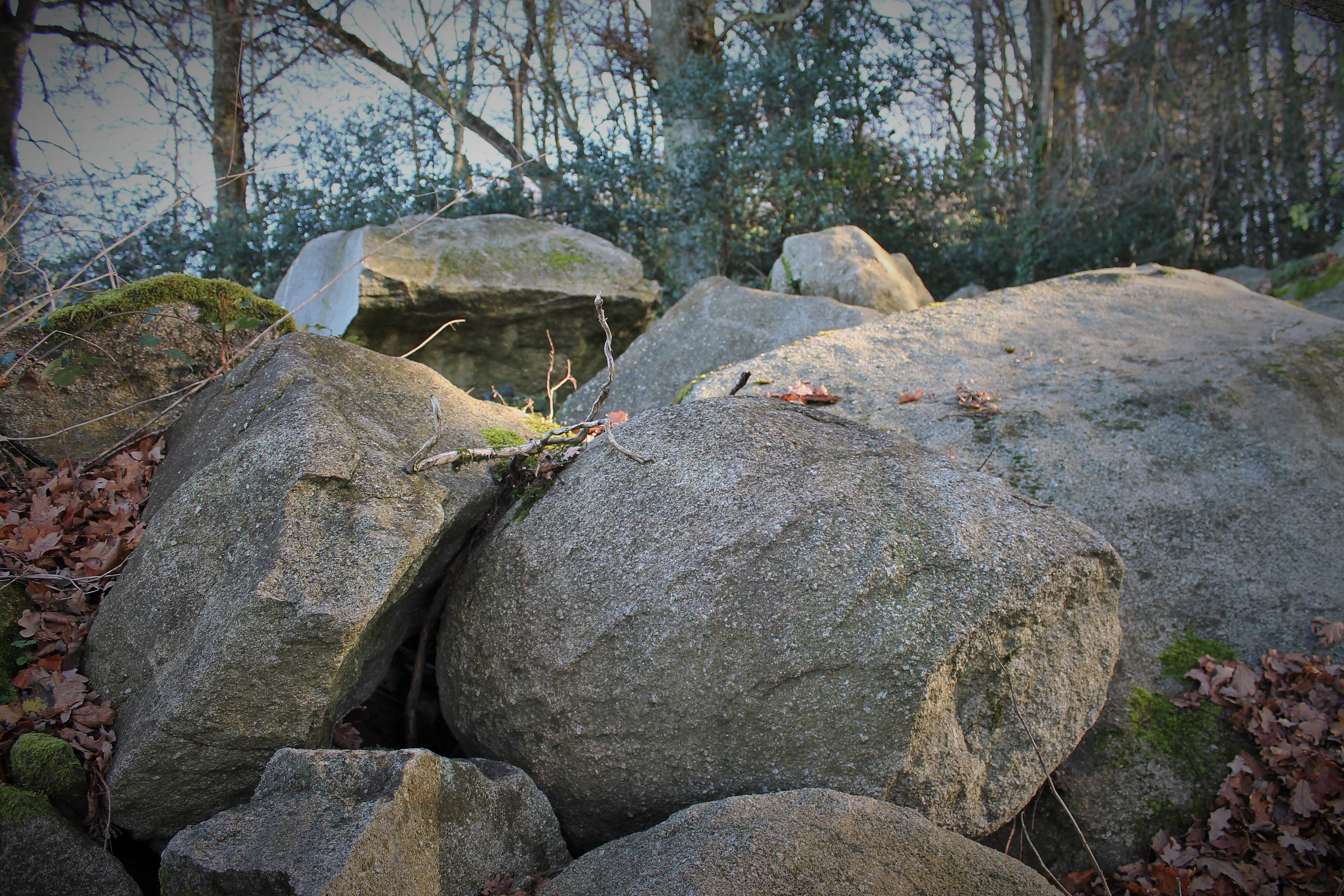
Erosion ou ancien site celtique ?

- Au lieu-dit de Lascoux, vieille maison de type creusois.Au lieu-dit de Villemorle, l'ancien chemin des migrants maçons se rendant en région parisienne.En empruntant le chemin des maçons.Erosion ou ancien site celtique ?Le château de Jouillat date du XVe siècle. Il est au départ une tour militaire de défense et non pas un château seigneurial, comme en témoigne son escalier en vis inversée. Cette tour avait pour vocation de protéger deux châteaux [réf. souhaitée]. Cette tour a ensuite connu une période d'abandon au cours de laquelle de nombreuses pierres ont été enlevées par les paysans pour construire leurs habitations. Les cheminées ont alors disparu. Il a été réhabilité en habitation au XIXe siècle. Les grands ensembles constituant les trois niveaux ont alors été divisés pour créer des pièces à vivre et les cheminées ont été reconstruites mais anachroniquement, façon XIXe siècle. Les piles de son portail sont surmontées de deux statues figurant chacune un lion mangeant un homme. Elles datent probablement de l'époque gallo-romaine et ne proviennent pas de la région. L'édifice est inscrit au titre des monuments historiques en 1926[25].

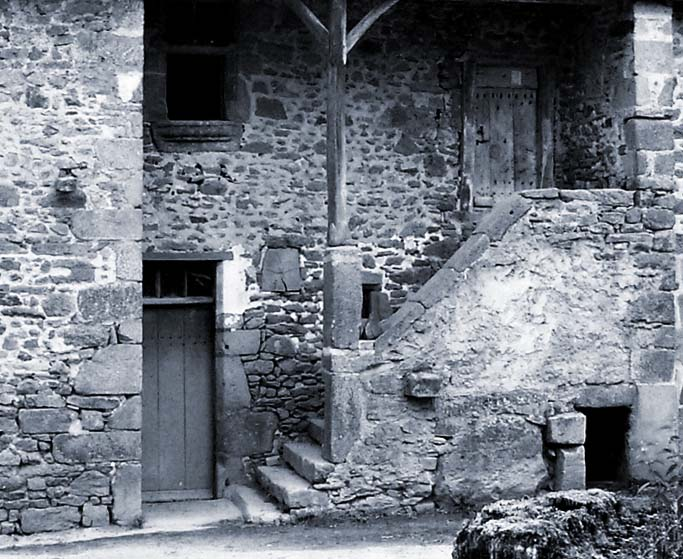
Au lieu-dit de Lascoux, vieille maison de type creusois.

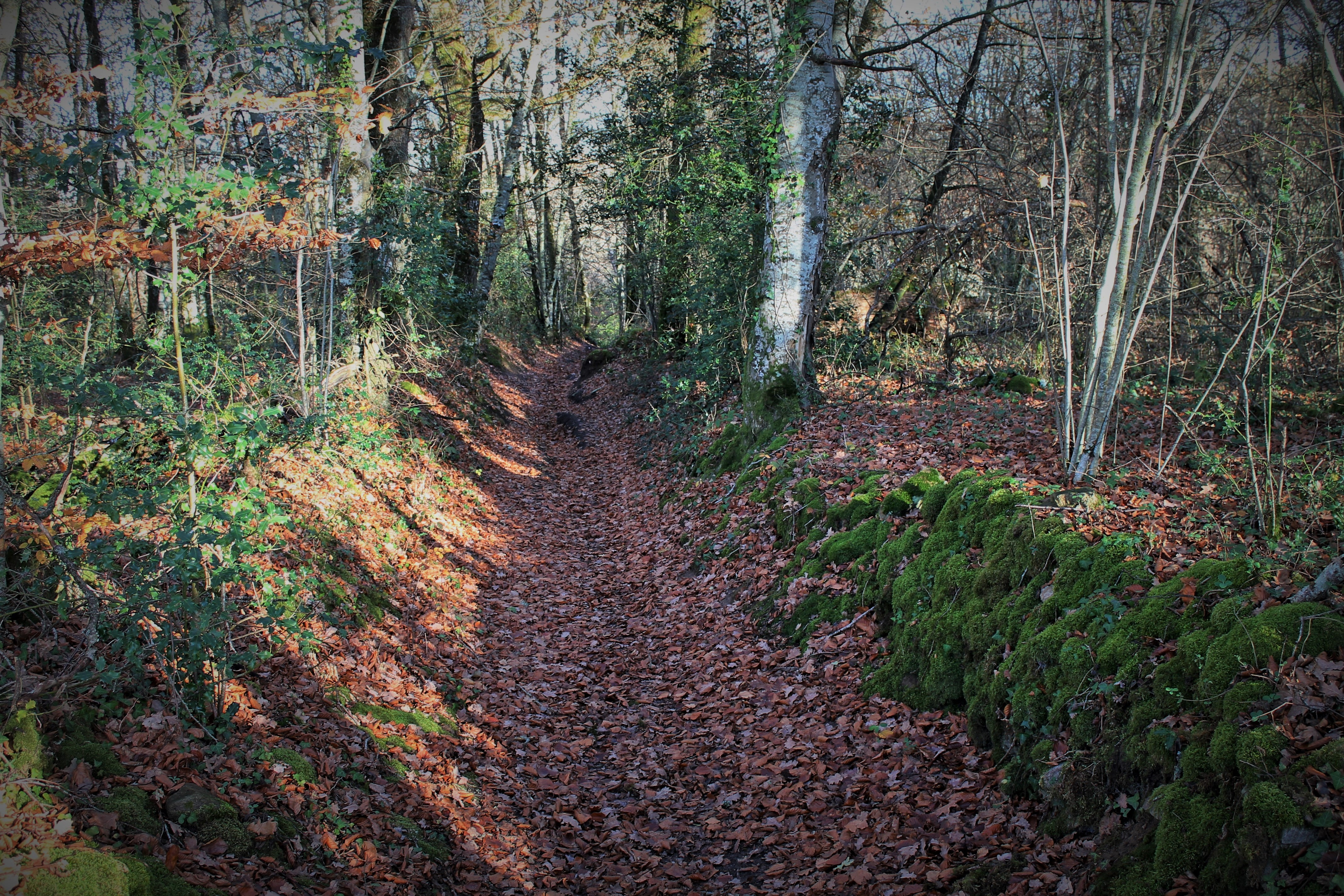
Au lieu-dit de Villemorle, l'ancien chemin des migrants maçons se rendant en région parisienne.

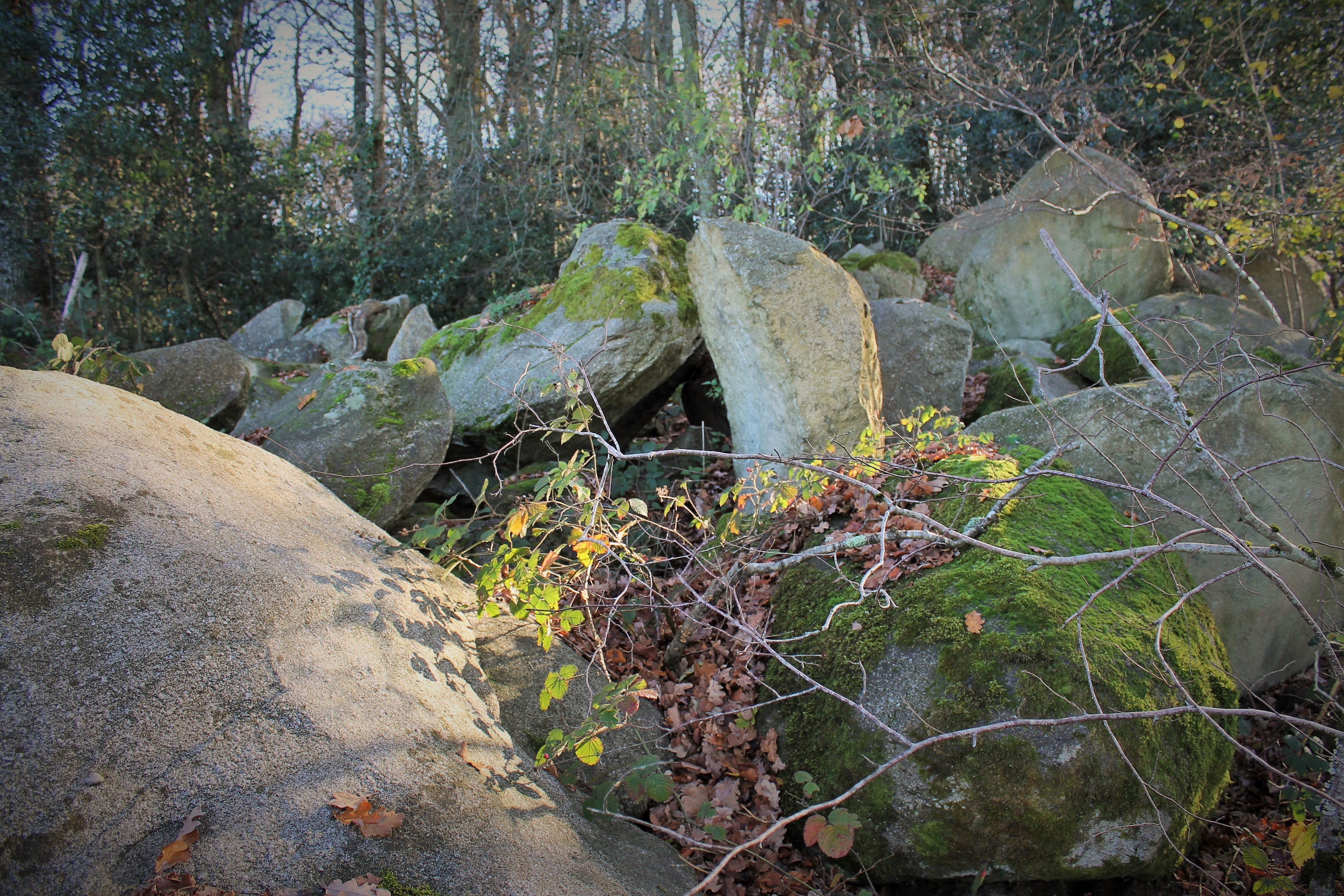
En empruntant le chemin des maçons.

- L'église Saint-Martial date du XIIe siècle. Elle est inscrite au titre des monuments historiques en 1932[26].

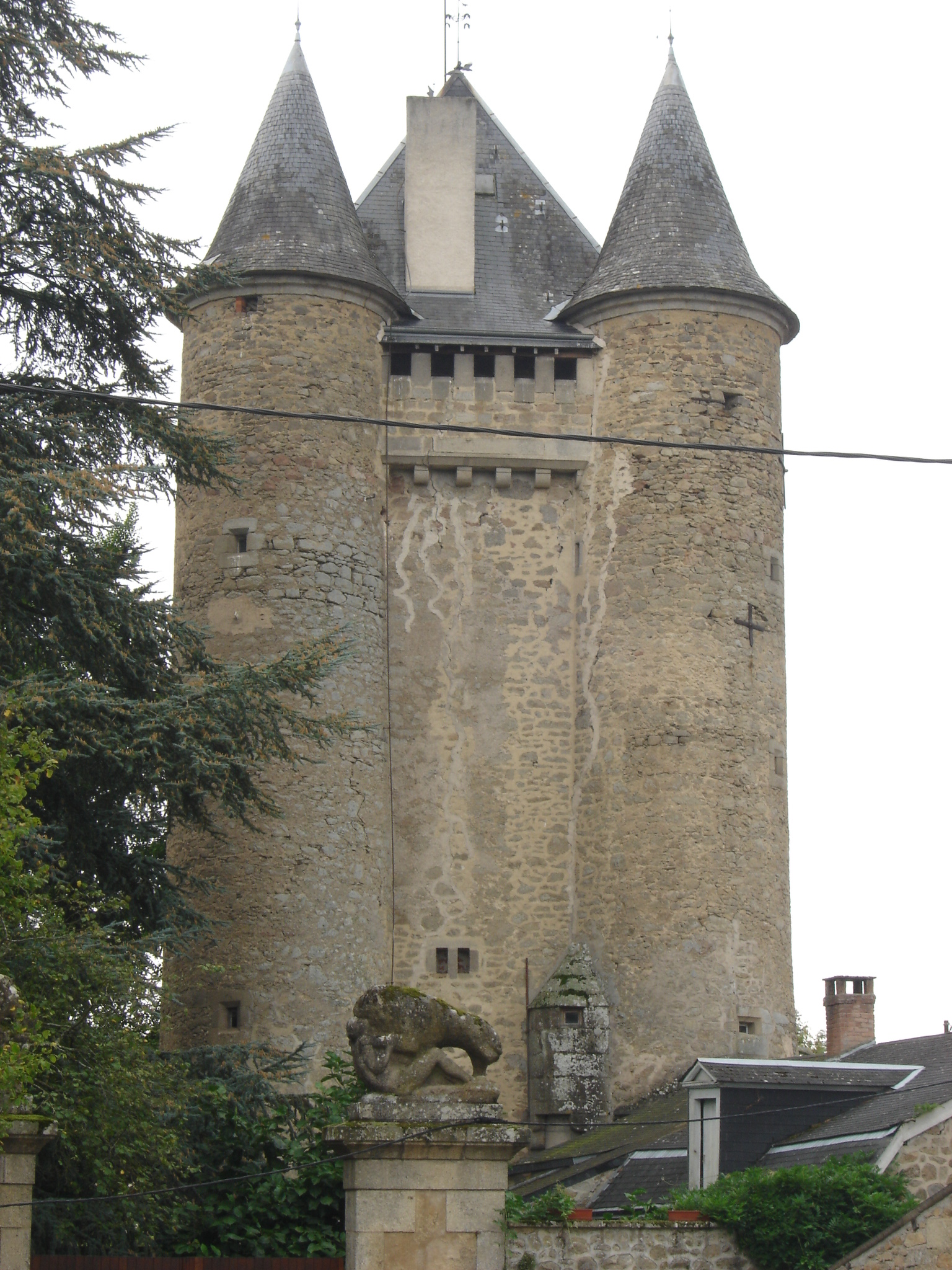
Château de Jouillat.
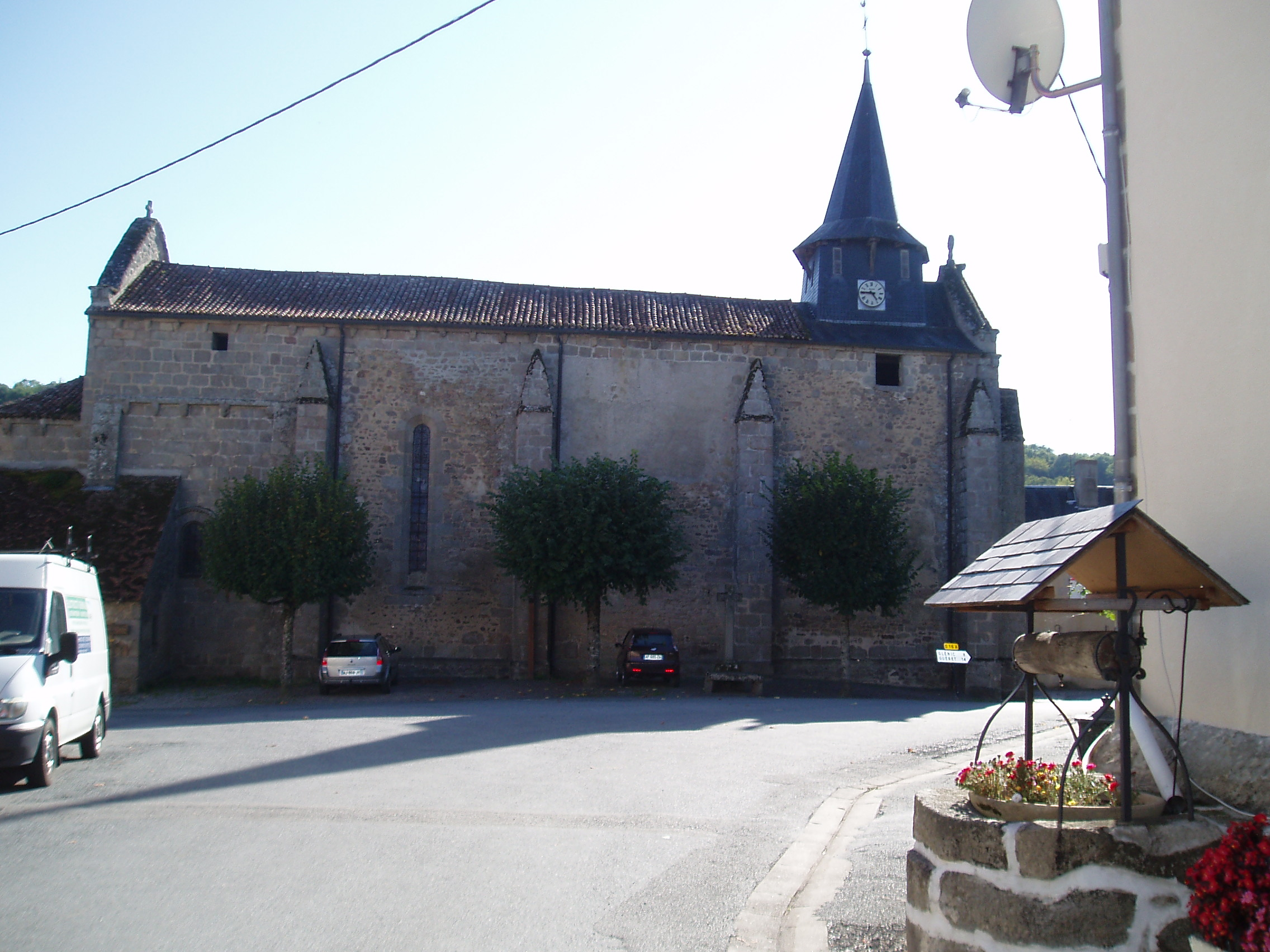
Église Saint-Martial.

## Personnalités liées à la commune
- Sylvain Blanchet est un homme politique français. Né le 26 mars 1892 à Saint-Fiel et décédé accidentellement le 2 août 1947 à Jouillat. Député socialiste de la Creuse (1936-1942).